# Madeleine de Scudéry
Madeleine de Scudéry (ur. 15 listopada 1607 w Hawrze, zm. 2 czerwca 1701 w Paryżu) – francuska pisarka nurtu préciosité, znana przede wszystkim jako autorka długich powieści z kluczem.

## Życiorys
Była córką Georges’a de Scudéry, kapitana portu w Hawrze, oraz Madeleine de Martel de Goutimesnil. Jej ojciec został oskarżony o piractwo i przez jakiś czas przebywał w więzieniu.
W 1613 rodzice Madeleine zmarli, dlatego ona i jej starszy o sześć lat brat, Georges, znaleźli się pod opieką wuja w Rouen. Tam otrzymała wychowanie typowe dla młodej szlachcianki, ucząc się czytania, pisania, tańca, rysunku oraz umiejętności praktycznych, związanych z rolnictwem, zarządzaniem majątkiem, kuchnią i medycyną. Interesowała się także literaturą i samodzielnie nauczyła się hiszpańskiego oraz włoskiego. Niektórzy uczeni podejrzewają, że znała również grekę i łacinę.
W drugiej połowie lat 30. przeprowadziła się do Paryża. Razem z bratem, pisarzem i dramaturgiem, mieszkała w dzielnicy Marais na Rue Vieille-du-Temple. Oboje byli gośćmi salonu markizy de Rambouillet, gdzie spotykały się najważniejsze osobistości ówczesnego świata literatury i polityki.
W 1641 de Scudéry odniosła pierwszy sukces dzięki czterotomowej powieści Ibrahim ou L’illustre Bassa (Ibrahim albo przesławny basza), wydanej pod nazwiskiem brata. W tym samym roku ukazały się anonimowo jej Lettres amoureuses (Listy miłosne). W 1642, ponownie pod nazwiskiem brata, wydano Les Femmes illustres ou Harangues héroïques (Sławne kobiety albo mowy heroiczne), poświęcone takim postaciom historycznym jak Kleopatra, Mariamme i Safona. Pisarka nie podpisywała własnych utworów, ponieważ zgodnie z panującym wówczas obyczajem, kobieta otwarcie dążąca do kariery literackiej byłaby uznana za nieskromną i pretensjonalną.
Madeleine i jej brat na krótko przeprowadzili się do Marsylii, gdzie Georges piastował w latach 1644–1647 urząd gubernatora. W 1648, kiedy wybuchła Fronda, ponownie przebywali już w Paryżu. Tutaj w latach 1649–1653 ukazała się – raz jeszcze pod nazwiskiem Georges’a – dziesięciotomowa powieść z kluczem Artamène ou le Grand Cyrus. Jej akcja osadzona jest w starożytnej Persji i Grecji, jednak poszczególne postacie stanowią portrety współczesnych osób z otoczenia de Scudéry, przede wszystkim księcia Kondeusza Wielkiego, przywódcy Frondy, oraz jego siostry, księżnej de Longueville. Pisarka przedstawiła również samą siebie pod postacią Sapho, czyli poetki Safony.

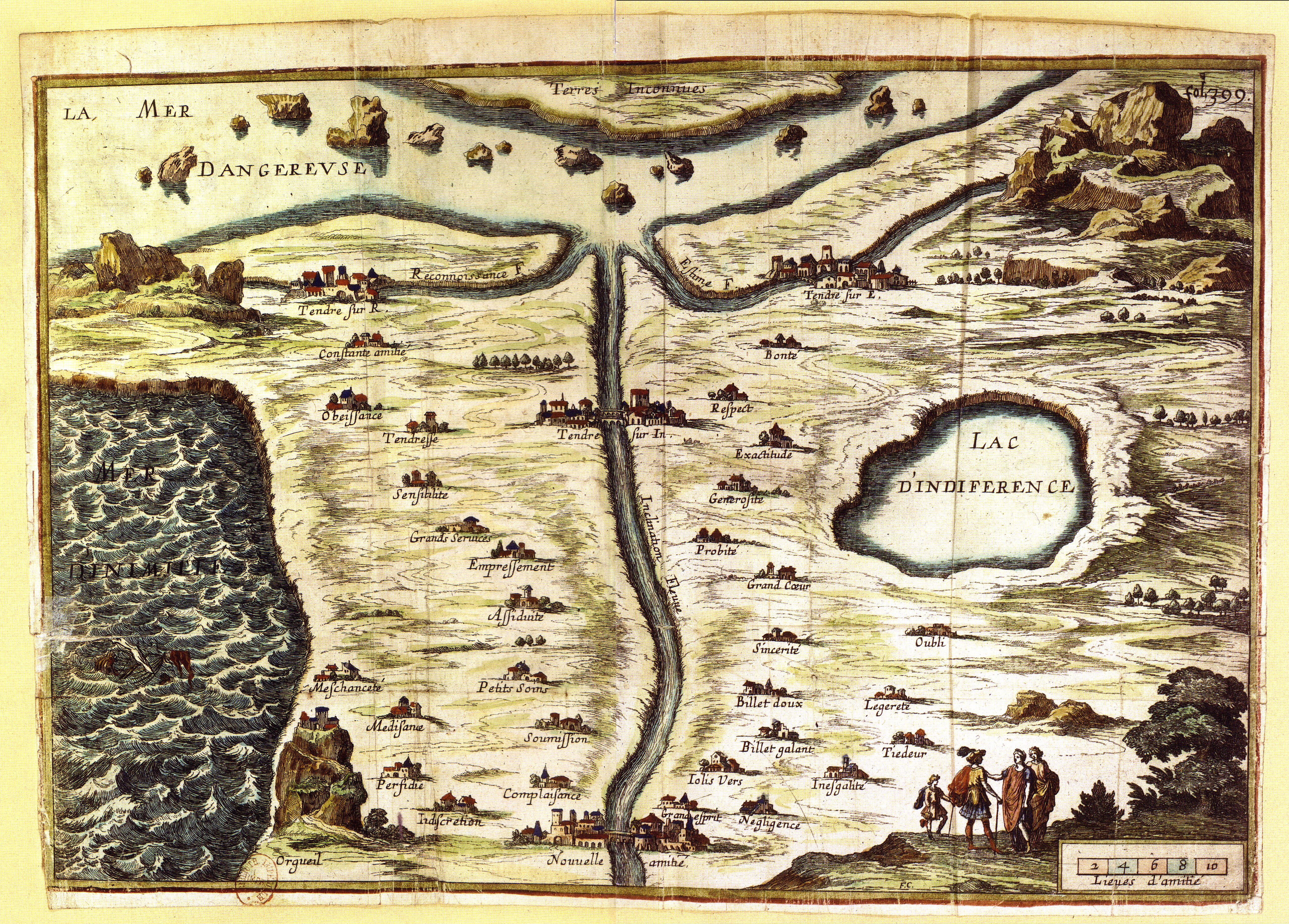
Mapa Krainy Czułości

Po upadku Frondy Georges udał się na dobrowolne wygnanie do Hawru, gdzie się ożenił. Madeleine pozostała jednak w Paryżu i tam wzorem markizy de Rambouillet otworzyła własny salon. Na sobotnich spotkaniach przy rue de Beauce kultywowano sztukę konwersacji, oddawano się grom literackim i dyskutowano o teorii uczuć. To właśnie tam miała zostać opracowana mapa Krainy Czułości, w alegoryczny sposób przedstawiająca kolejne etapy znajomości. Ponadto de Scudéry nadal pisała powieści, w tym dziesięciotomową Clélie, Histoire romaine, i wydawała je pod nazwiskiem brata, mimo że osobiste kontakty między rodzeństwem uległy już wtedy rozluźnieniu. Gdy moda na długie powieści przeminęła, autorka zaczęła publikować m.in. zbiory dialogów.
Mimo szyderczej nieraz krytyki, szczególnie ze strony Nicolasa Boileau, utwory de Scudéry cieszyły się wśród współczesnych ogromną popularnością i uznaniem. Za panegiryk na cześć Ludwika XIV otrzymała w 1671 nagrodę Akademii Francuskiej, przyznaną wówczas po raz pierwszy; rozważano także przyjęcie de Scudéry do Akademii pomimo jej płci. Choć ostatecznie to nie nastąpiło, w 1684 została członkinią padewskiej Academia dei Ricovrati.
Nie wyszła nigdy za mąż. W latach 50. nawiązała bliską znajomość z pisarzem Paulem Pellissonem, interpretowaną zwykle przez biografów jako „platoniczny romans”. Trwała ona aż do śmierci Pellissona w 1693. De Scudéry zmarła osiem lat później, w podeszłym wieku dziewięćdziesięciu czterech lat.

## Twórczość
Lista utworów:
- Ibrahim ou l’Illustre bassa (1641)
- Les Femmes illustres, ou Harangues héroïques (1642)
- Artamène ou le Grand Cyrus (1649–1653)
- Clélie, Histoire romaine (1654–1660)
- Célinte, Nouvelle Première (1661)
- Mathilde d’Aguilar (1667)
- La Promenade de Versailles (1669)
- Discours de la gloire (1671) – utwór nagrodzony przez Akademię Francuską
- Conversations sur divers sujets (1680)
- Conversations nouvelles sur divers sujets (1684)
- Nouvelles conversations de morale (1688)
- Entretiens de morale (1692)